# КрАЗ-Спартан
КрАЗ Спартан (англ. KrAZ Spartan) — українсько-канадський бронеавтомобіль, що виготовляється на Кременчуцькому автомобільному заводі за ліцензією канадської компанії Streit Group.
Перший демонстраційний зразок бронемашини Streit Group Spartan був представлений 2012 року.

## Опис

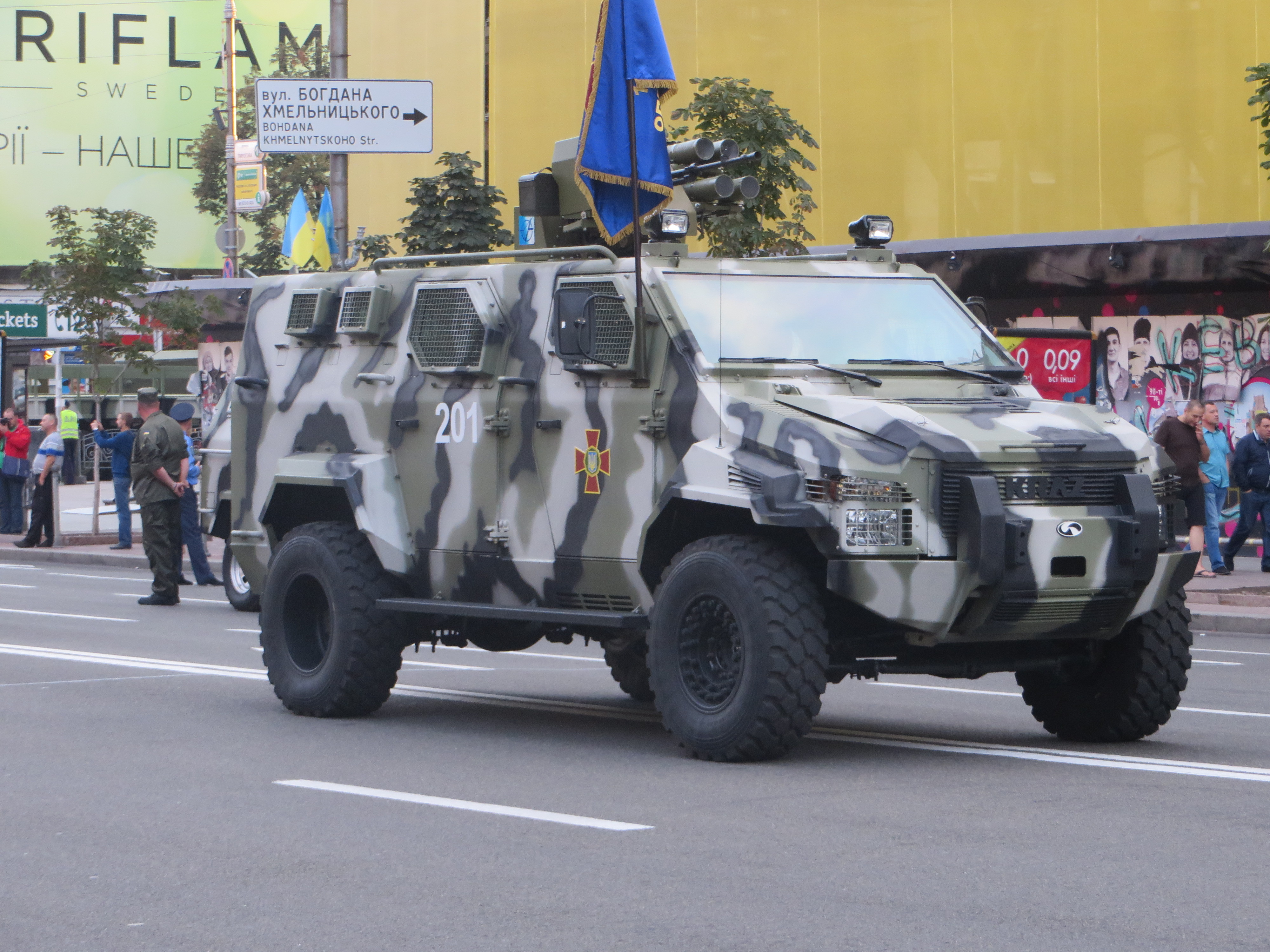
KRAZ Spartan під час тренувального маршу перед парадом на День Незалежності, 22 серпня 2014 року, Київ, Україна.

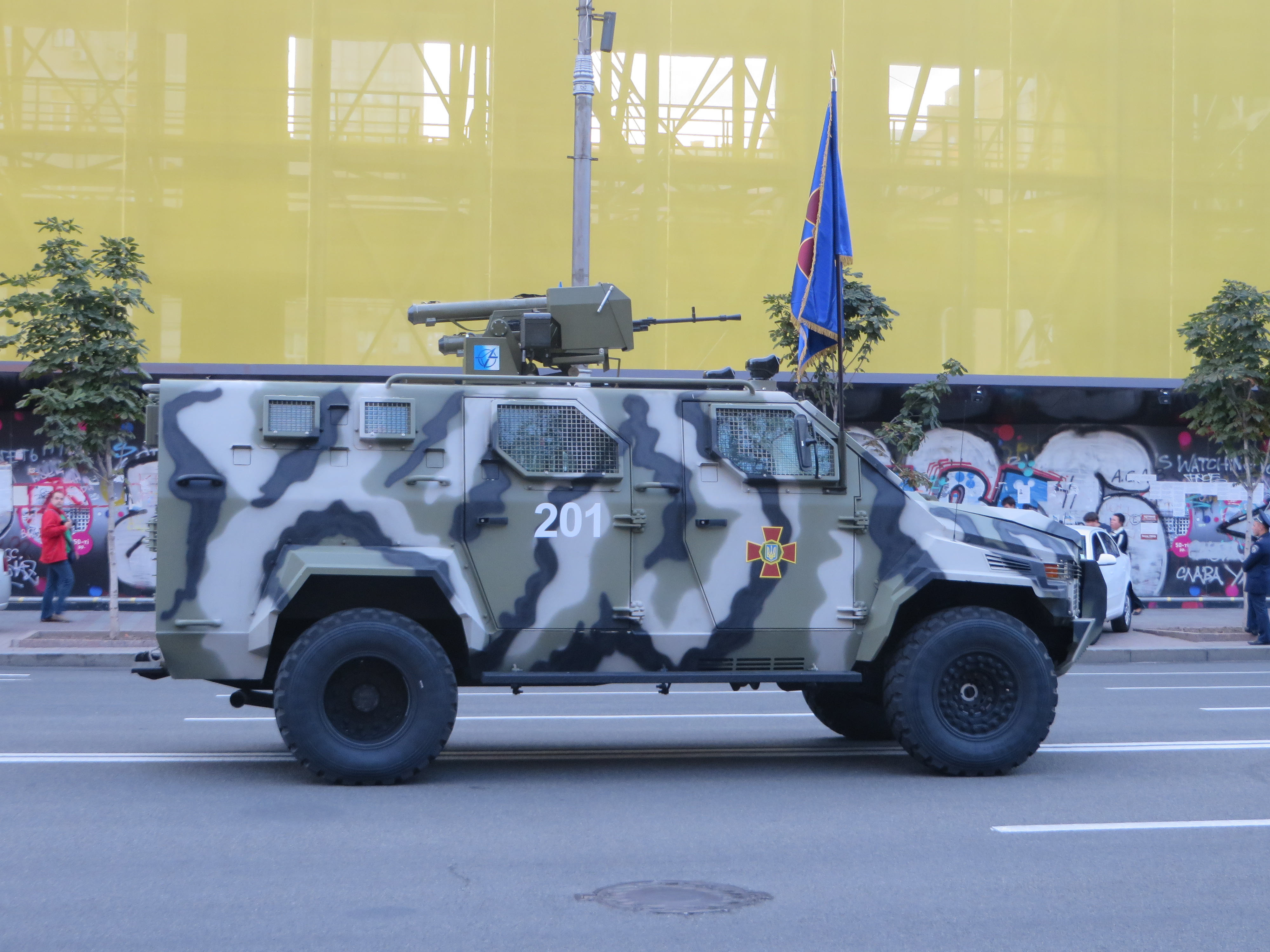
KRAZ Spartan, 22 серпня 2014 року, Київ, Україна.

Спартан розроблений канадською компанією Streit Group на шасі автомашини Ford F550 у 2012 році.
Перший демонстраційний зразок бронемашини був виготовлений на заводі «Streit Group's Canadian Manufacturing Facility» (провінція Онтаріо, Канада) і представлений на збройовій виставці «IAV 2013» в лютому 2013 року.
Бронемашина має звичайне компонування з переднім розташуванням двигуна, відділенням управління в середній частині машини, в кормовій частині машини розташоване десантне відділення. Екіпаж машини складається з двох осіб, передбачена можливість перевезення декількох піхотинців.
Корпус бронемашини зварний, виготовлений зі сталевих броньових листів, розташованих під кутом. Бронювання за стандартом CEN Level BR6 забезпечує круговий захист від куль набоїв 7,62×51 мм НАТО з відстані 10 метрів.

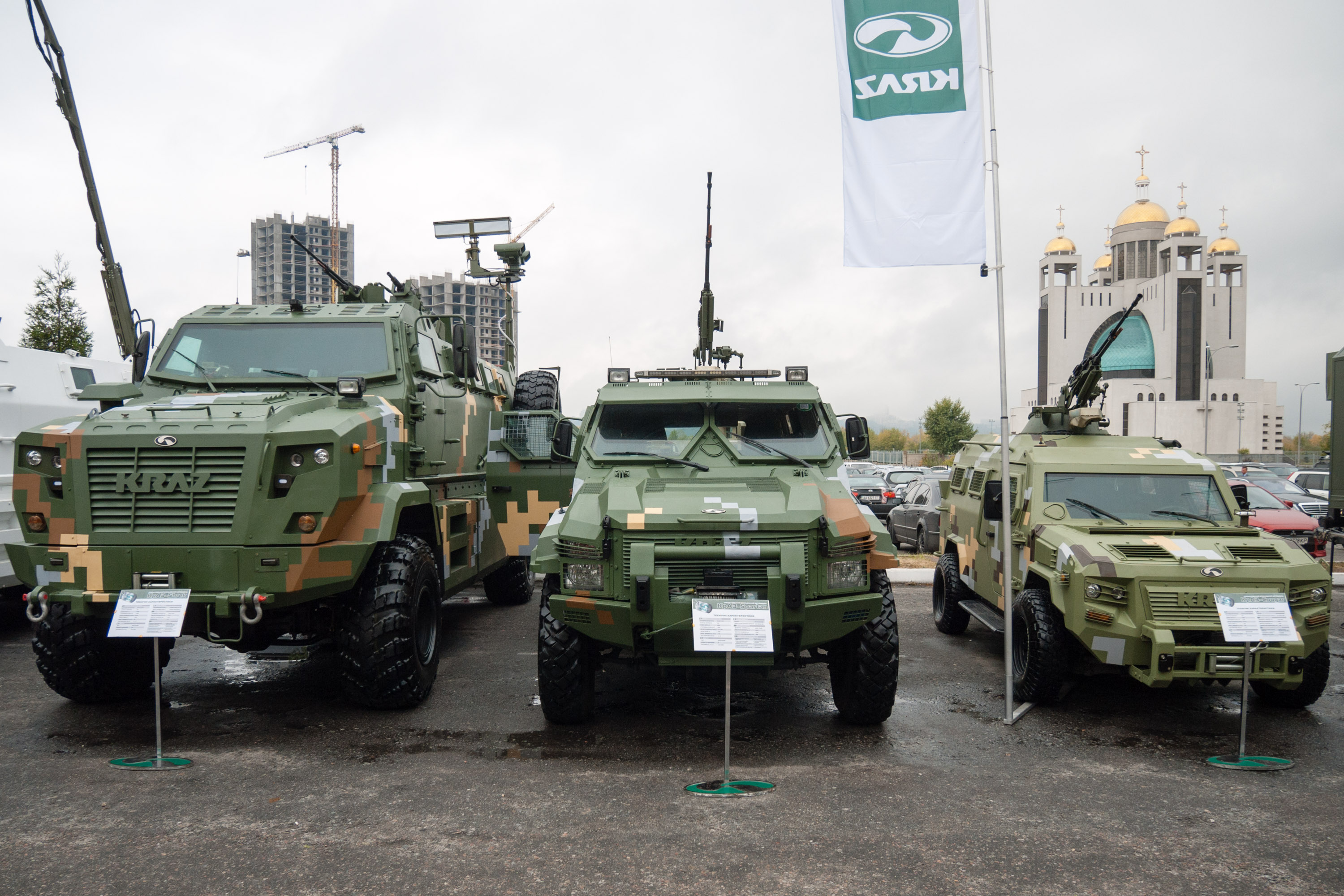
KRAZ Spartan (посередині) поряд з Cougar та SHREK. 2016 р.

На даху бойового відділення може бути встановлені різні бойові модулі, в які може бути встановлено:
- 7,62-мм кулемет;
- 12,7-мм кулемет;
- 40-мм автоматичний гранатомет.

У верхній частині бортів десантного відділення розташовані амбразури для ведення вогню зі стрілецької зброї (по три з кожного боку). У кормі корпусу розташовані двері для посадки й висадки десанту, в стулці якій є амбразура для ведення стрільби.

### Силова установка і ходова частина
Бронеавтомобіль оснащується двигуном Ford 6,7 TD V8 потужністю 400 к.с. при 2800 об/хв, крутним моментом 1085 Нм при 1600 об/хв.
Шини 335/85 R20 або 12,5 R20 оснащені кулестійкими вставками «Hutchinson runflat system».

## Недоліки
Волонтер і автоперегонник Олексій Мочанов розповів про недоліки й недоробки бронеавтомобілів КрАЗ Спартан. Загальні недоліки автомобіля КрАЗ-Spartan-APC:
1. Ходова частина не витримує навантажень автомобіля, а саме обриває кронштейни амортизаторів поперечної стійкості (5 автомобілів з 15).
2. Підтікає мастило з амортизаторів (У всіх).
3. Для того, щоб увімкнути передній міст, водію необхідно вийти з автомобіля та увімкнути його (У всіх).
4. Не передбачене місце для запасного колеса (У всіх).
5. Для заправки автомобіля необхідне пальне, яке відповідає технічним характеристикам двигуна нового покоління, як наслідок на 60 % автомобілів загоряється сигналізатор несправності двигуна.
6. Не можливе самостійне обслуговування автомобіля, це можна зробити тільки на спеціалізованих СТО, оскільки необхідна комп'ютерна діагностика та спецінструмент.
7. Під час руху автомобіля по пересічній місцевості або наїзду на вибоїни в кермову колонку відчувається сильний удар (У всіх).
8. Лебідка автомобіля не витримує навантаження, під час застосування виходить з ладу (1 автомобіль з 15).
9. Броня автомобіля спереду заслабка, що при першому попаданні кулі чи осколків снарядів виведе автомобіль з ладу (У всіх).
10. Броньоване скло не витримує другого пострілу.
11. Захисні решітки не на усіх вікнах (1 автомобіль з 15).
12. Під час стрільби з кулемета гільзи потрапляють під капот автомобіля, що може привести до ламання двигуна (У всіх).
13. Під час стрільби в русі не можливе попадання в ціль, через розхитування автомобіля (як варіант необхідне кріплення шестеренного типу для більшої стійкості кулемета) (У всіх).
14. Для заміни короба з набоями до кулемета, стрільцеві необхідно висунутись із-за укриття, що збільшує ймовірність його ураження (У всіх).
15. Слабкий захист кулеметника, захисні стінки необхідно підвищити (У всіх).
16. Не має штатної радіостанції (У всіх).
17. Електронний лічильник спідометру показує — «км/год», але рахує пробіг в сухопутних милях (У всіх).

## Вартість
Вартість бронеавтомобіля становить 5,35 млн гривень.

## Бойове застосування

### Російсько-українська війна
- Війна на сході України — KRAZ Spartan використовується українською армією.

#### Інциденти
9 червня 2020 року під час виконування розвідувально-дозорних заходів один з «Спартанів» Національної Гвардії України, рухаючись у колоні, натрапив на міну. Вибух сильно пошкодив бронемобіль, але жоден, з 10 бійців Національної Гвардії України не загинув, відбувшись незначними травмами.

## Оператори
- Лівія — у 2012 році сили Перехідної національної ради отримали партію бронемашин Streit Group Spartan, закуплених на гроші, які надали США і ОАЕ.[4]
- Нігерія — в червні 2014 кілька бронемашин Streit Group Spartan Mk.III були поставлені нігерійській армії.[5]
- Україна:

Національна гвардія України — 22 липня 2014 один демонстраційний зразок бронемашини KRAZ Spartan було показано у Кременчуці, виробництво цих бронемашин було вирішено розпочати на Кременчуцькому автозаводі. На початку серпня 2014 для Національної гвардії України була замовлена 21 бронемашина KRAZ Spartan. 7 жовтня 2014 на огляді в Харкові були показані п'ять KRAZ Spartan. 22 жовтня 2014 десять бронемашин були передані НГУ; перед виряджання на фронт всі 10 машин були спрямовані на дообладнання в київське КБ «Луч», де на них повинні встановити бойові модулі «Сармат» українського виробництва.
Збройні сили України — 10 вересня 2014 волонтерські рухи «Територія життя» і «Крила Фенікса» почали збір коштів на виготовлення ще 10 бронемашин KRAZ Spartan для 79-ї окремої аеромобільної бригади української армії. 30 грудня 2014 Президент України вручив особовому складу Збройних Сил України 15 бронеавтомобілів KRAZ Spartan, всі автомобілі обладнані великокаліберними кулеметами К-12,7.
Державний науково-дослідний експертно-криміналістичний центр МВС України — 26 грудня 2014 отримана одна бронемашина (без озброєння)
- Ірак — у 2015 році бронеавтомобілі «Спартан» отримали й курдські повстанці «пешмерга» в Іраку. Фото [Архівовано 27 травня 2015 у Wayback Machine.]зроблено [Архівовано 27 травня 2015 у Wayback Machine.] в Ербілі — столиці Іракського Курдистану.
- Казахстан — у 2016 році бронеавтомобілі «Спартан» були помічені під час антитерористичної операції в місті Алмати[9]

## У культурі
Вигадана модифікація KrAZ Spartan Neo згадується в романі «Колонія» Макса Кідрука.
З'являється у фільмі Три ікси: Реактивізація.

### Відео
- Кременчуг. Олег Бабаев «Спартан» и «Куга» для украинской армии [Архівовано 27 липня 2014 у Wayback Machine.] (рос.)
- STREIT Group :: APC Vehicle Range [Архівовано 4 грудня 2015 у Wayback Machine.] (англ.)